# Zimmerer
Ein Zimmerer oder Zimmermann ist ein Beruf des Holzbaugewerbes. Früher bildeten sich oft talentierte Zimmermeister (wie auch Maurer, Steinmetze und Stuckateure), seltener auch aus anderen Berufen wie Maler, zum Baumeister weiter. Dazu gab es bis in die Neuzeit die Baugewerkschulen, Vorläufer der Fachhochschulen. Eine Sonderform sind die Schiffszimmerleute (Bootsbau, Schiffbau).

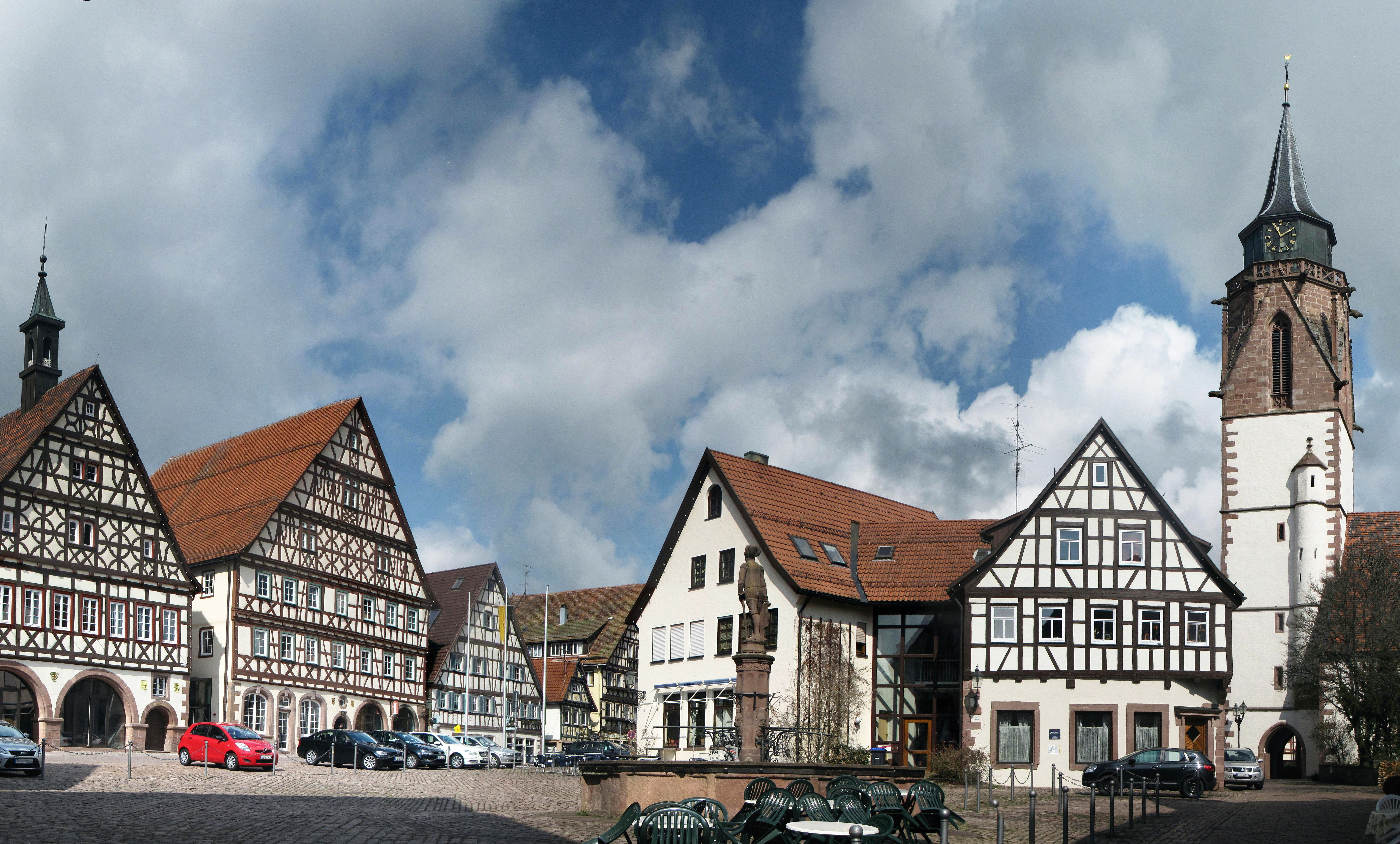
Fachwerkhäuser in Dornstetten

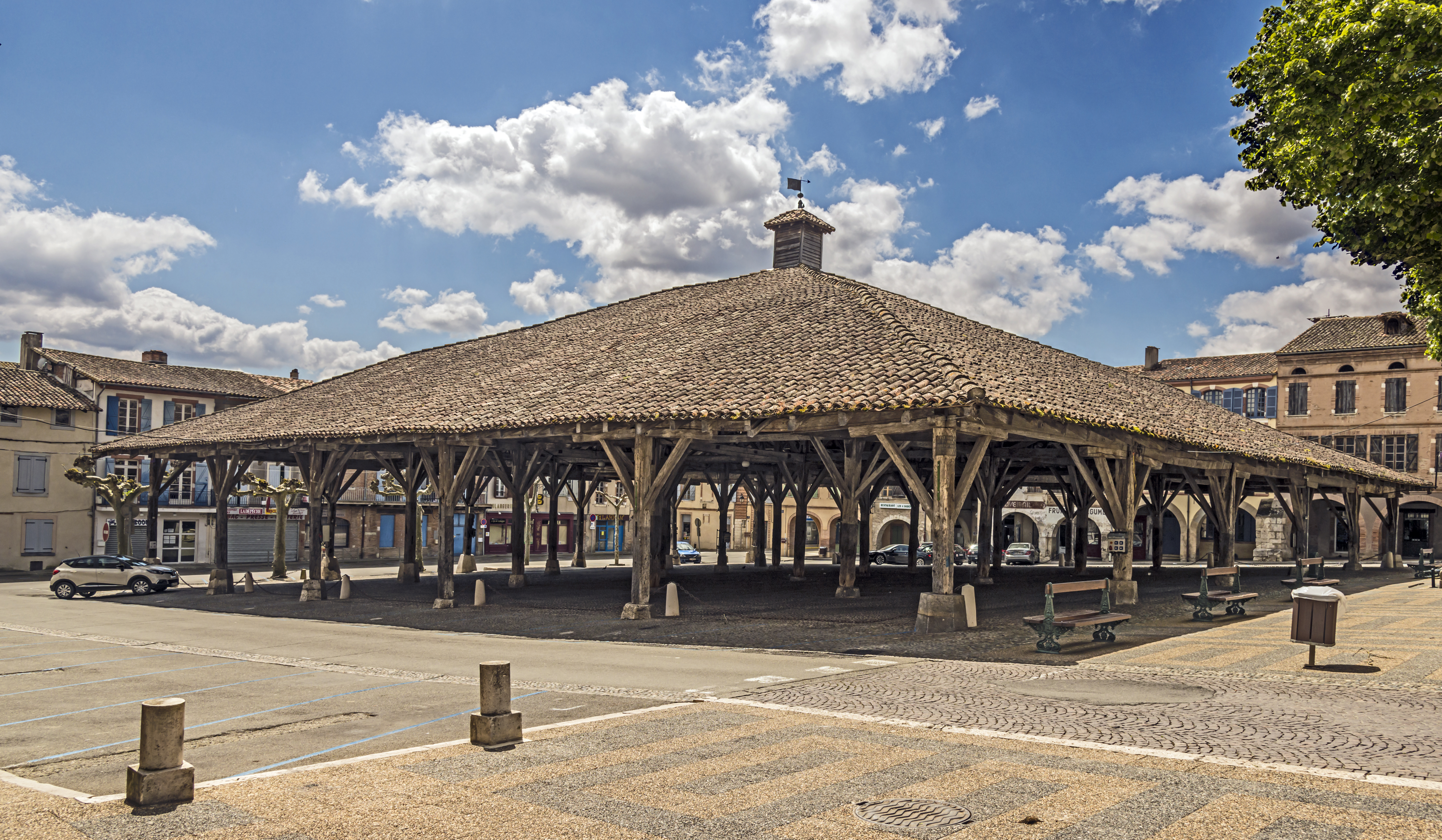
Markthalle in Beaumont-de-Lomagne, Südfrankreich

## Etymologie
Der Begriff hat sich ebenso wie Zimmer aus mittelhochdeutsch zimber und althochdeutsch zimbar, was „Bauholz“ und davon abgeleitet „Bau“ bedeutet, gebildet. Die ursprüngliche Bedeutung „Bauholz“ (germanisch *timbra-) ist zum Beispiel in Englisch timber und Schwedisch timmer erhalten geblieben.

## Berufsbild und Berufsprofil

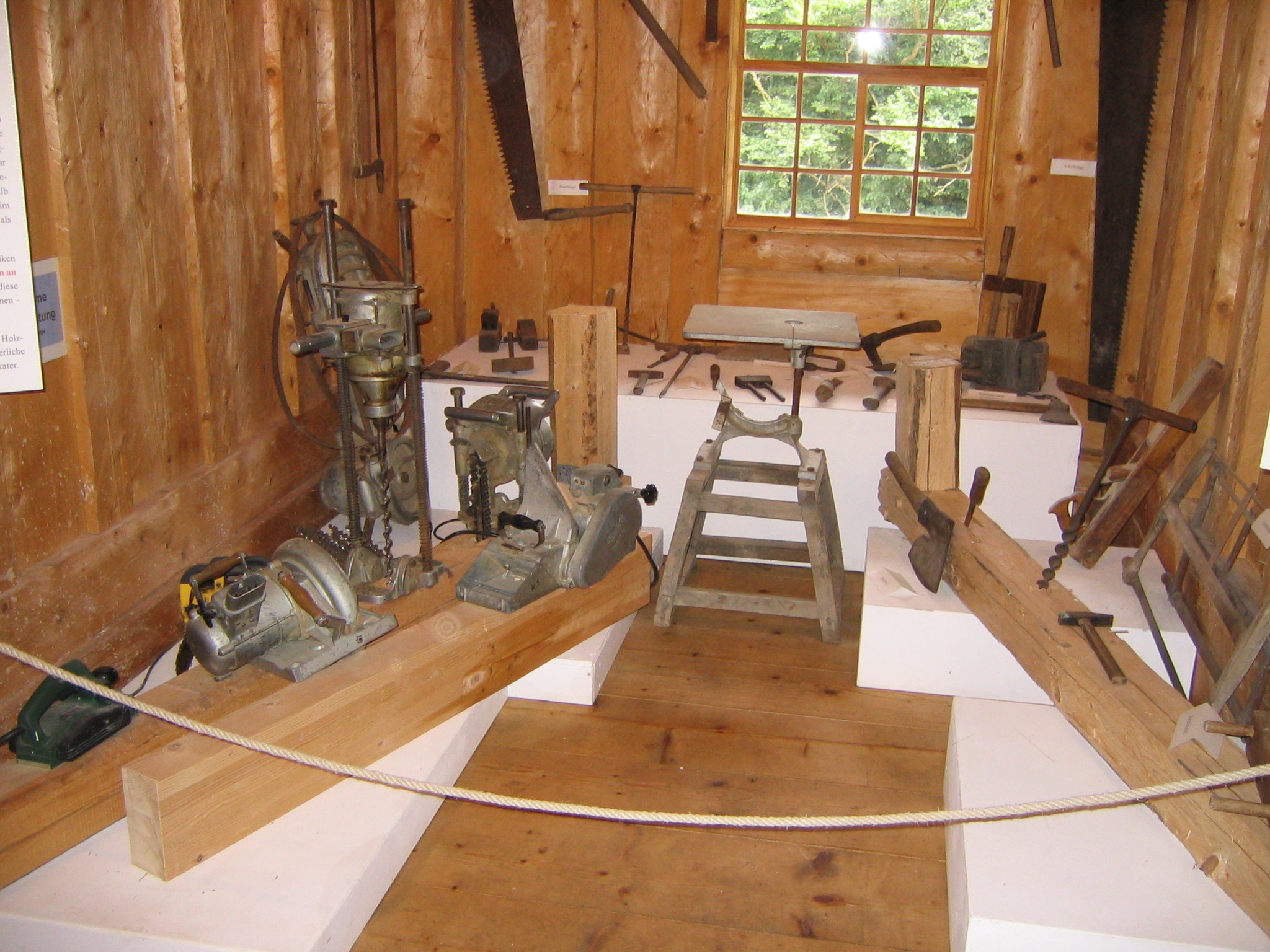
Werkzeuge von Zimmerleuten

Zimmerer ist ein Beruf der Sparten Bauwesen und Holzverarbeitung. Zimmerleute fertigen, errichten und reparieren Bauwerksteile, wie Dachkonstruktionen, Fachwerk, Balkone und Veranden und Innenausbau (Wandverkleidungen, Fußböden und Holzdecken, Treppen, zusammen mit dem Bautischler) sowie auch ganze Bauwerke aus Holz (Block- und Fertighäuser, Nebengebäude – etwa Carports, Baracken, Lagerhallen, landwirtschaftliche Nebengebäude). Auch der Ingenieurholzbau (Brücken, Türme, Wasserbau, Landschaftsbau und Ähnliches) gehört zum Berufsfeld. Daneben umfasst die Tätigkeit auch Verschalungen im Betonbau, Wärme- und Schalldämmungen sowie Feuchtigkeits- und Holzschutz.
Zu den Anforderungen an Zimmerleute gehören die Fähigkeit, nach Bauzeichnungen zu arbeiten, Kenntnisse der Bauerrichtung und Bauplanung und Kenntnisse über das Material Holz. Die Beschäftigung findet – hauptsächlich in Klein- und Mittelbetrieben – in Zimmereien, Holzbaubetrieben sowie Hoch- und Tiefbauunternehmen statt. Der Arbeitsmarkt für Zimmerleute ist von der Baukonjunktur abhängig und damit auch meist saisonalen Schwankungen (Saisonarbeit) unterworfen. Das Bauwesen erfordert auch die Bereitschaft zu Montagearbeit.
Der heutige Beruf teilt sich in die Arbeitsfelder Werkstatt (Vorfabrikation von Elementen, Lagerhaltung der Baumaterialien) und Baustelle (Außenmontage, Innenausbau). Die Arbeiten der Montagevorbereitung und Montage nennt man in der Zimmerei den Abbund.

## Voraussetzungen

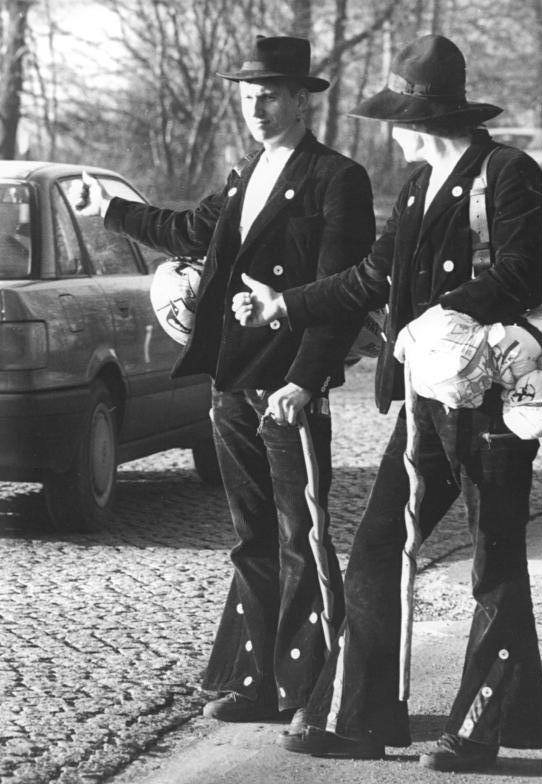
Zimmerer in der traditionellen Zimmermannskluft auf der Walz in Erfurt (1990)

Als Voraussetzungen sollte ein Zimmerer Fähigkeiten wie handwerkliches Geschick, räumliches Vorstellungsvermögen und technisches Verständnis mitbringen. Zimmerer arbeiten fast ausschließlich gemeinsam, hohe Teamfähigkeit ist notwendig, aber auch hohe Eigenverantwortung. Zimmererarbeit ist körperliche Schwerarbeit, das Arbeitsumfeld umfasst den Umgang mit schweren Baustoffen (schweres Heben, schweres Tragen) und mit Maschinen, und die Außenarbeit und Wetterausgesetztheit (Hitzebelastung, Kältebelastung, Nässebelastung) sowie Höhenarbeit, und insgesamt wie die meisten Bauberufe Schmutzbelastung, Staubbelastung, Lärmbelastung und erhöhte Verletzungsgefahr, darum sollten robuste Gesundheit und körperliche Belastbarkeit, Körperkraft und Beweglichkeit, Schwindelfreiheit und Trittsicherheit vorhanden sein.

## Ausbildung

### Deutschland: Zimmerer

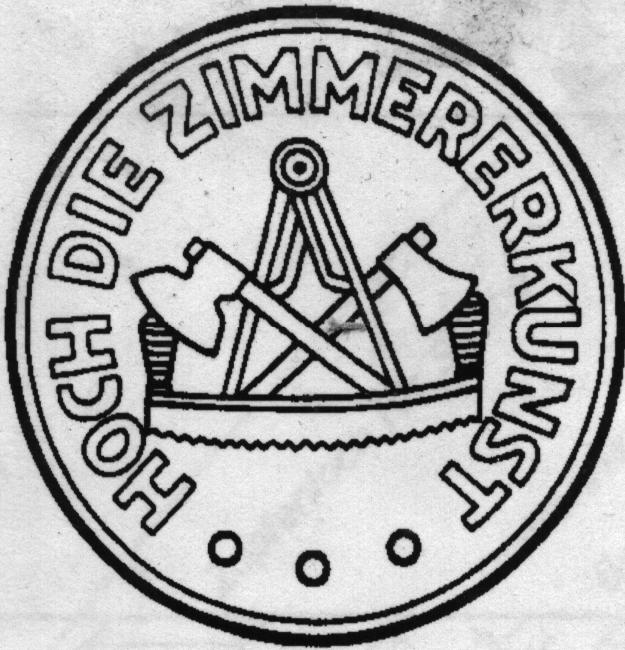
Das Handwerkswappen der Zimmerer, in der Kluft auf dem Koppelschloss getragen.

Zimmerer ist ein anerkannter Ausbildungsberuf nach dem Berufsbildungsgesetz (BBiG) und der Handwerksordnung (HwO).
Der Monoberuf wird ohne Spezialisierung nach Fachrichtungen oder Schwerpunkten in Industrie und Handwerk ausgebildet. Die Ausbildung kann in zwei Stufen erfolgen. Nach Abschluss der ersten Stufe (zwei Jahre) Hochbaufacharbeiter wird in der zweiten Stufe (ein Jahr) der Berufsabschluss Zimmerer erworben. Die Ausbildung erfolgt in der Regel im Ausbildungsbetrieb und in der Berufsschule. Dabei ist meist das erste Jahr ein Berufsgrundschuljahr und darauf folgt die betriebliche Ausbildung, meist mit Berufsschulblöcken. Eine schulische Ausbildung wird ebenfalls angeboten. Die Ausbildung dauert drei Jahre. Die selbstständige Ausübung des erlernten Berufs als Geselle ist durch die Restriktion der Gewerbefreiheit der Handwerkskammer untersagt. Weiterbildungsmöglichkeiten bestehen zum Zimmerervorarbeiter, Zimmerpolier, Zimmermeister und Restaurator im Zimmerhandwerk.
Seit dem Jahr 2008 wird der Meistertitel als allgemeine Hochschulreife anerkannt und berechtigt damit zu einem Hochschulstudium. Der Gesellenbrief zusammen mit dreijähriger Berufstätigkeit berechtigt zum Studieren an einer Fachhochschule.
Dem Zimmerer- und Holzbaubereich können die Studienzweige Holzbau, Architektur, Bauingenieurwesen und Holzingenieurwesen (Aachen, Eberswalde, Hildesheim, Rosenheim) zugeordnet werden.

### Österreich: Zimmerei/Zimmereitechniker
Der Beruf Zimmerei ist ein anerkannter Lehrberuf nach dem Berufsausbildungsgesetz (BAG). Die Berufsausbildung erfolgt im dualen Ausbildungssystem bei Lehrbetrieben und in der Berufsschule und schließt nach dreijähriger Lehrzeit mit der Lehrabschlussprüfung zum Zimmerer ab.
Das durchschnittliche Einstiegsgehalt lag im Jahr 2008 bei 1750 bis 1940 Euro brutto pro Monat. Es gibt Weiterbildungsmöglichkeiten, u. a. zum Polier. Für die selbstständige gewerbliche Berufsausübung ist eine Befähigungsprüfung (Meisterprüfung) erforderlich. Verwandte Berufe sind Schalungsbauer (Schalungszimmerer) und Fertigteilhausbauer im Holzsektor.
Berufsschulen für die Zimmerei finden sich in allen Bundesländern. Im oberösterreichischen Freistadt kann der Doppelberuf Maurer und Zimmerer erlernt werden. Fachschulen befinden sich in Edelhof bei Zwettl (Fachschule Edelhof) und in Hallein (Bauhandwerkerschule für Zimmerer der HTL Hallein). Ähnliche Ausbildungen bieten auch Höhere Technische Lehranstalten (HTLs) in den Bereichen Hochbau, Bautechnik und Holzbau.
Aufgrund der veränderten Rahmenbedingungen im Holzbau wurde zum bewährten dreijährigen Lehrberuf „Zimmerei“ der neue, vierjährige Lehrberuf „Zimmereitechnik“ geschaffen, welcher entweder als Einzellehrgang oder im Anschluss der abgeschlossenen Zimmererlehre absolvierbar ist. Der neue Lehrberuf ist Teil des Lehrberufspaketes 2015 und tritt per 1. Juni 2015 in Kraft. Der vierjährige Lehrberuf „Zimmereitechnik“ bietet eine Erweiterung der allgemein vermittelten Fähigkeiten und entspricht den aktuellen Anforderungen für Bearbeitungs- und Montagetechnik im Ingenieurholzbau. Hinzuweisen ist, dass der vierjährige Lehrberuf „Zimmereitechnik“ den Lehrberuf „Zimmerei“ vollständig beinhaltet. Im vierten Lehrjahr „Zimmereitechnik“ werden im fächerübergreifenden und praxisbezogenen Unterricht ausschließlich Technologie, Konstruktionslehre, angewandte Mathematik sowie ein Fachpraktikum angeboten. Zudem besteht die Möglichkeit einer Ablegung der Teilprüfung über den Fachbereich der Berufsreifeprüfung anlässlich der Lehrabschlussprüfung.

### Schweiz: Zimmermann/Zimmerin
In der Schweiz ist der Beruf ein Grundberuf. Die Ausbildung erfolgt in einer Zimmerei bzw. einem Holzbaubetrieb und in der Berufsfachschule, dauert (Stand 2021) vier Jahre, und schließt mit dem Eidgenössischen Fähigkeitszeugnis Zimmermann/Zimmerin EFZ. Mit einem Eidgenössischen Berufsattest als Holzbearbeiter EBA kann die Zimmermann/Zimmerin EFZ Lehre in drei anstelle von vier Jahren durchgeführt werden. In gewissen Betrieben wird zudem der Suva Kurs „Ausbildung für das Arbeiten mit der persönlichen Schutzausrüstung gegen Absturz“ (PSA gegen Absturz, PSAgA) vorausgesetzt.
Weiterbildungen sind möglich:
- Zusatzlehre: Schreiner, Innenausbauzeichner
- Berufsprüfung (BP) zum Holzbau-Vorarbeiter, Berufsprüfung (BP) zum Holzbau-Polier, Höhere Fachprüfung (HFP) zum Holzbau-Meister
- an Höheren Fachschulen zum Techniker HF Holzbau, an der Fachhochschule zum Bachelor (FH) in Bauingenieurwesen, Holztechnik oder Architektur
- Zunftmeister
- Handwerker in der Denkmalpflege

## Wirtschaftsdaten und Beschäftigung

### Zimmereien in Österreich
Berufsvertretung der Zimmerer ist die Bundesinnung Holzbau (Holzbau Austria) der Bundessparte Gewerbe und Handwerk der Wirtschaftskammer Österreich (WKO), weiterer wichtiger Interessensverband ist der Fachverband der Holzindustrie Österreich der WKO. Der Beruf Zimmerei wird vom Arbeitsmarktservice dem Berufsbereich Bau, Baunebengewerbe und Holz und dem Berufsfeld Hochbau und Bautechnik und Tischlerei und Naturmaterialienverarbeitung zugerechnet.
In Österreich gibt es etwa 1000 oder 500 Zimmereien (trotz eindeutiger ÖNACE-Kennnummer 4522 differieren die Zahlen der Leistungs- und Strukturerhebung der Statistik Austria und der KMU Forschung Austria). Ihre jährliche Bruttowertschöpfung liegt (2006) bei etwa 300 Mio. €, das ist etwa ein Drittel der gesamten Branche Holzverarbeitung (Holzbau, Papier- und Zellstoffindustrie, Holzwerkstoffindustrie, Energetische Nutzung von Biomasse).

### Zimmereien in Deutschland
Die Berufsvertretung der Zimmerer in Deutschland ist der Zentralverband des Deutschen Baugewerbes e. V. mit seinem Gremium dem Bund Deutscher Zimmermeister (Holzbau Deutschland).
In Deutschland gibt es im Jahr 2022 ca. 12.157 Zimmerei-Betriebe mit einem Umsatz von ca. 9.143 Mio. Euro. Die Anzahl der Beschäftigten im Beruf Zimmerer liegt für das Jahr 2022 bei ca. 54.400 und die Anzahl der Auszubildenden bei 8.765.

## Geschichte

Zunftwappen der Zimmerleute

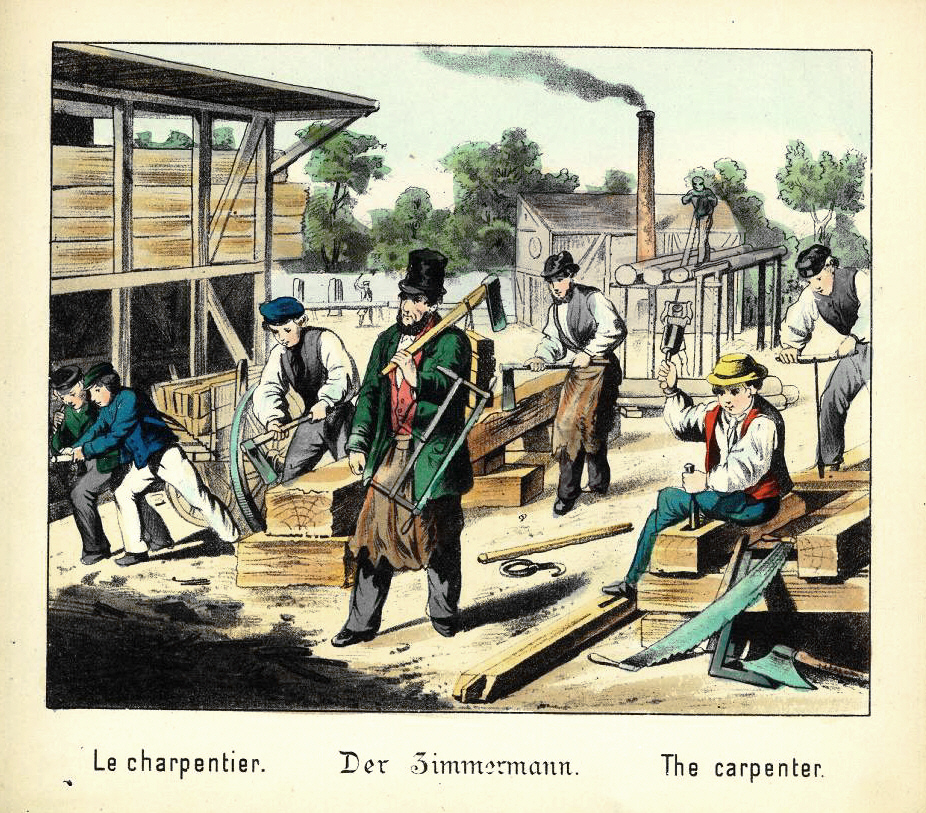
Der Zimmermann (aus Was willst du werden? Um 1880)

In frühen Zeiten war nahezu jeder Hausbesitzer auch ein Zimmermann, da er sich sein Haus meist selbst zimmern musste. Als sich später die Berufe mehr und mehr spezialisierten, wurde auch der Zimmererberuf eigenständig.
Durch die Herausbildung von Zünften und der damit einhergehenden Qualitätssicherung von besonders wichtigen Arbeitstechniken (Dachausmittlung, Schiftung oder Vergatterung) im Mittelalter wurde der Zimmermann, vor allem in der Stadt, unentbehrlich.
Vor allem Prestigebauten wie Rathäuser oder Zunfthäuser mit ihren aufwändigen Dachformen konnten von keinem Laien mehr ohne weiteres gebaut werden. Ein erfahrener Zimmermeister wurde verpflichtet. Wichtige Arbeiten wie das Aufschnüren des Daches auf dem Reißboden übernahm er selbst. Weniger um seine Geheimnisse zu hüten, sondern weil ebendiese Arbeiten beim damaligen Stand zu den kompliziertesten Konstruktionsaufgaben zählten.
Eine Blütezeit des Zimmererhandwerkes war das Mittelalter mit seinen gewagten großen städtischen Fachwerkbauten. Beispiele sind vor allem das Knochenhaueramtshaus in Hildesheim, das Rathaus Wernigerode sowie die gesamte Altstadt von Quedlinburg (Weltkulturerbe).
Das Zimmerergewerk gehörte in der Frühen Neuzeit zu den gesellschaftlich hochgeachteten Gewerken. Exemplarisch ist hier die 1683 erlassene Augsburger Polizeiordnung anzuführen. So rangierten die Meister im Bauhandwerk der Zimmerer mit den Maurermeistern wie auch Kunsthandwerkern in der dritten von insgesamt fünf Klassen. Der dritten Klasse gehörten in der freien Reichsstadt weiter die Buchdrucker, Schreiber, Ratsdiener sowie nicht in die Kaufleutestube affiliierte bürgerliche Fähnriche, Leutnants und Kaufleute an. Die übrigen Handwerksmeister fanden sich hingegen mit den Krämern und Stadtbediensteten in die vierte Klasse eingeordnet.

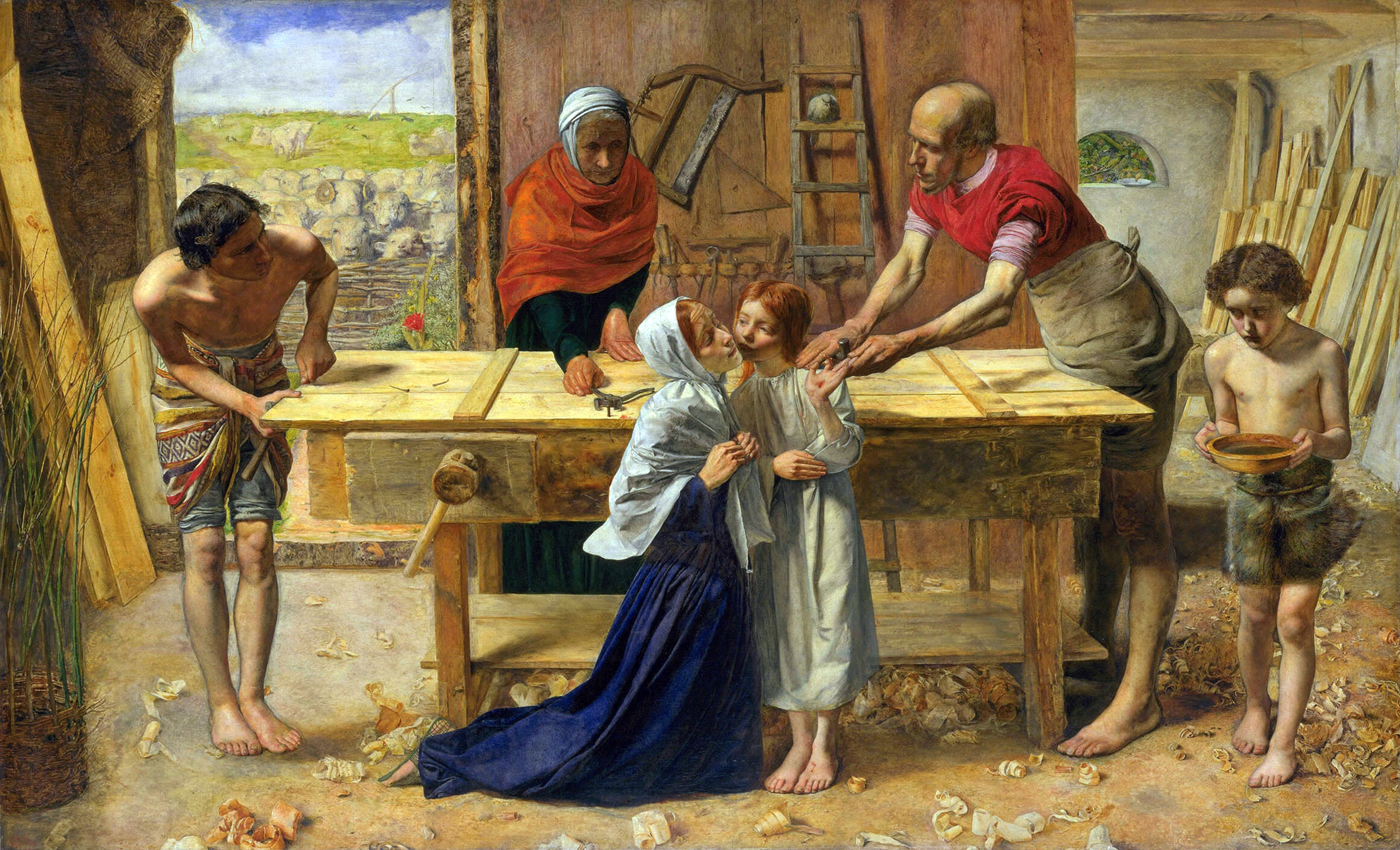
John Everett Millais: Jesus im Haus seiner Eltern (Die Werkstatt des Zimmermanns), 1850

Einen Höhepunkt der Dachkonstruktion erreichten die französischen Zimmermeister, die maître de charpentier, etwa um das Jahr 1900 mit ihren geschwungenen und ineinander übergehenden, verdrehten und gewölbten Dachflächen. Diese Kunst beherrscht heute kaum noch jemand. Beispiele der dörflichen Zimmerkunst sind im Freilichtmuseum Detmold und im Hessenpark in Neu-Anspach zu betrachten. Auch der Dorfzimmermann verstand es, dem nüchternen und funktionalen Haus einen eigenen Charakter zu geben. Selbst an der ärmlichsten Bauernkate wurden Schmuck und Zierrat nicht vergessen.
Zimmerer tragen traditionell eine Kreole im linken Ohr. Der Ohrring sollte im Falle eines Unfalls für die Bezahlung der Beerdigungskosten dienen. Die Anordnung der Knöpfe aus Perlmutt an der Schlaghose lässt erkennen, in welchem Lehrjahr sie sich befinden, Gesellen tragen vier Knöpfe. Der breitkrempige Hut dient dazu, herabfallende Späne oberhalb arbeitender Kollegen aufzufangen, sie sollen nicht in den Kragen rutschen. Außerdem werden in der Hutkrempe Nägel bereitgehalten. Zimmerleute nageln Rüstungen traditionell nicht, diese werden lediglich mit Kälberstricken gebunden. Nur sehr hohe Belastungen werden mittels Knaggen gesichert. Im traditionellen Zimmermannshandwerk werden nur Hartholznägel verwendet, Metallnägel haben sich aber bei modernen Konstruktionen durchgesetzt. Das wichtigste Werkzeug des Zimmermanns ist der Latthammer. Dieser wurde früher von Schmieden speziell für jeden Handwerker angefertigt. Der Stiel selbst ist meist aus Eschenholz.
Nachdem in vielen Dörfern ganze Häuserreihen abbrannten, wurden im 18. Jahrhundert unter Pfalzgraf Karl IV. der Verhütung eines Feuerbrandes dienende strenge Anordnungen erlassen, in denen auch das allabendliche Beseitigen von Spänen in den Werkstätten der Zimmerer geregelt war.

## Wanderschaft / Walz
Die Zimmerleute sind im heutigen Bauhandwerk eine der wenigen Berufsgruppen, die regional noch sehr viel Wert auf ihre Traditionen legen, insbesondere auf die Wanderjahre („Walz“), vor allem die Schächte pflegen dieses alte Brauchtum. Kluft der Wanderburschen der Zimmerer sind Manchesterjacket und -weste, Schlapphut, Stenz und Bündel. Heute dürften nach Schätzungen nur noch einige Hundert pro Jahr in Europa und Übersee unterwegs sein.
Im Jahr 1909 wurde in Bayern und später in ganz Deutschland die Tradition geprägt, dass Zimmererlehrlinge immer einen Löffel bei sich haben. Ein ehrwürdiger Zimmerer, der seine Fähigkeiten unter Beweis gestellt hat, hat nach vollendeter Arbeit in jedem Wirtshaus Anspruch auf eine warme Suppe. Getragen wird der Löffel in einer Gürtellasche vorn an seiner Arbeitshose. Es zeugt von Engagement, dieses Symbol etwa zum Bewerbungsgespräch zu tragen, um zu zeigen, dass man sich mit den Sitten und Bräuchen auseinandergesetzt hat.

## Werkzeug des Zimmermanns
Handwerkzeuge des Zimmermanns sind zum Messen und Anzeichnen: Zimmermannsbleistift, Meterstab, Zimmermannswinkel, zum Bearbeiten: Bundaxt, Stoßaxt, Breitbeil, Zimmermannshammer, Stemmeisen, Gestellsäge, Handhobel, Schraubzwinge
Handmaschinen: kleine und große Handkreissäge, Stemmmaschine, Abbundkettensäge, Bohrmaschine, Handbandsäge, Hand-Hobelmaschine

## Sonstiges
Der Schutzpatron der Zimmerleute ist der Hl. Josef von Nazaret.

## Bedeutende Zimmerleute (Auswahl)
- Johannes Schoch (1550–1631)
- Gerrit Claesz Pool (1651–1710)
- Jörg Hofmann (1660–1714)
- Hans Ulrich Grubenmann (1709–1783)
- Heinrich Steiner (1734–1741)
- Blasius Balteschwiler (1752–1832)
- Gaudenz Issler (1853–1942)
- Fritz Kreß (1884–1962)
- Hermann Schilli (1896–1981)